# Саночаны
Саночаны (укр. Саночани) — село в Добромильской городской общине Самборского района Львовской области Украины.
Население по переписи 2001 года составляло 124 человека. Занимает площадь 0,49 км². Почтовый индекс — 82021. Телефонный код — 3238.